# Park Narodowy St. Lawrence Islands
Park narodowy St. Lawrence Islands (ang. St. Lawrence Islands National Park, fr. Parc national des Îles-du-Saint-Laurent) – park narodowy położony w południowo-wschodniej części prowincji Ontario w Kanadzie. Park został utworzony w 1904 i obejmuje powierzchnię 9 km². Jest to najmniejszy spośród kanadyjskich parków narodowych. W jego skład wchodzi 21 wysp oraz wiele mniejszych wysepek. 
Głównym sposobem dotarcia do parku są łodzie. Niektóre wyspy posiadają skromną infrastrukturę turystyczną.